# Estrutura de Missão para a Extensão da Plataforma Continental
A Estrutura de Missão para a Extensão da Plataforma Continental (EMEPC) é uma entidade governamental formada em Portugal para dar cumprimento à Convenção das Nações Unidas sobre o Direito do Mar (CNUDM), no que respeita ao processo de extensão da plataforma continental. Está integrada na orgânica do Ministério do Mar.
Portugal ratificou a convenção em 3 de Novembro de 1997, passando a reger-se pelas regras definidas pela CNUDM sobre a definição e delimitação da plataforma continental.